# Golfo del Tigullio
Il golfo del Tigullio, detto anche golfo Marconi o golfo di Rapallo, è un golfo italiano del mar Ligure situato in Liguria, lungo la Riviera di Levante.

## Descrizione
È delimitato a nord-ovest dalla Punta di Portofino e a sud-est dalla Punta Manara. Il nome "golfo Marconi" è in onore dei primi esperimenti radiofonici qui effettuati dall'inventore bolognese Guglielmo Marconi.
Convenzionalmente vengono ricompresi anche quei territori limitrofi - tutti entro i confini della Città metropolitana di Genova - che per ragioni storiche, culturali e sociali hanno avuto rapporti e scambi con il comprensorio tigullino e quindi Moneglia e i vari comuni della val Fontanabuona, della valle Sturla, della val Graveglia e della val Petronio.
All'interno del golfo sono presenti ulteriori insenature tra le quali, nella zona occidentale, il seno di Paraggi tra i comuni di Portofino e Santa Margherita Ligure, la rada di Santa Margherita, il seno di Pagana con le tre baie interne di Prelo, Trelo e Pomaro (San Michele di Pagana) e il golfo di Rapallo (detto anche "golfo del Grifo") dove si estende ad arco la cittadina costiera. Nella parte orientale, a Sestri Levante, sono comprese due baie celebri: la "baia delle Favole" e la "baia del Silenzio" divise tra loro dall'istmo di sabbia del promontorio. Di notevoli dimensioni sono anche la baia di Riva Trigoso e quella di Moneglia.
Il comprensorio che si affaccia su di esso è prevalentemente montuoso, caratterizzato dalla presenza di alcune tra le più importanti valli dell'Appennino ligure (valle Sturla, val Fontanabuona, val Graveglia, val Petronio).
Tra i più importanti corsi d'acqua del territorio vi è il fiume Entella, nato dalla confluenza di tre torrenti quali il Lavagna (il principale dei tre), il Graveglia e lo Sturla nei pressi di Carasco, il quale sfocia nel golfo tra i comuni di Chiavari e Lavagna dopo una corsa di 8 km.
Dal mare si vedono distintamente il monte Maggiorasca (1804 m), il monte Penna (1735 m) e il monte Aiona (1702 m), spesso coperti di neve d'inverno.

## Galleria d'immagini

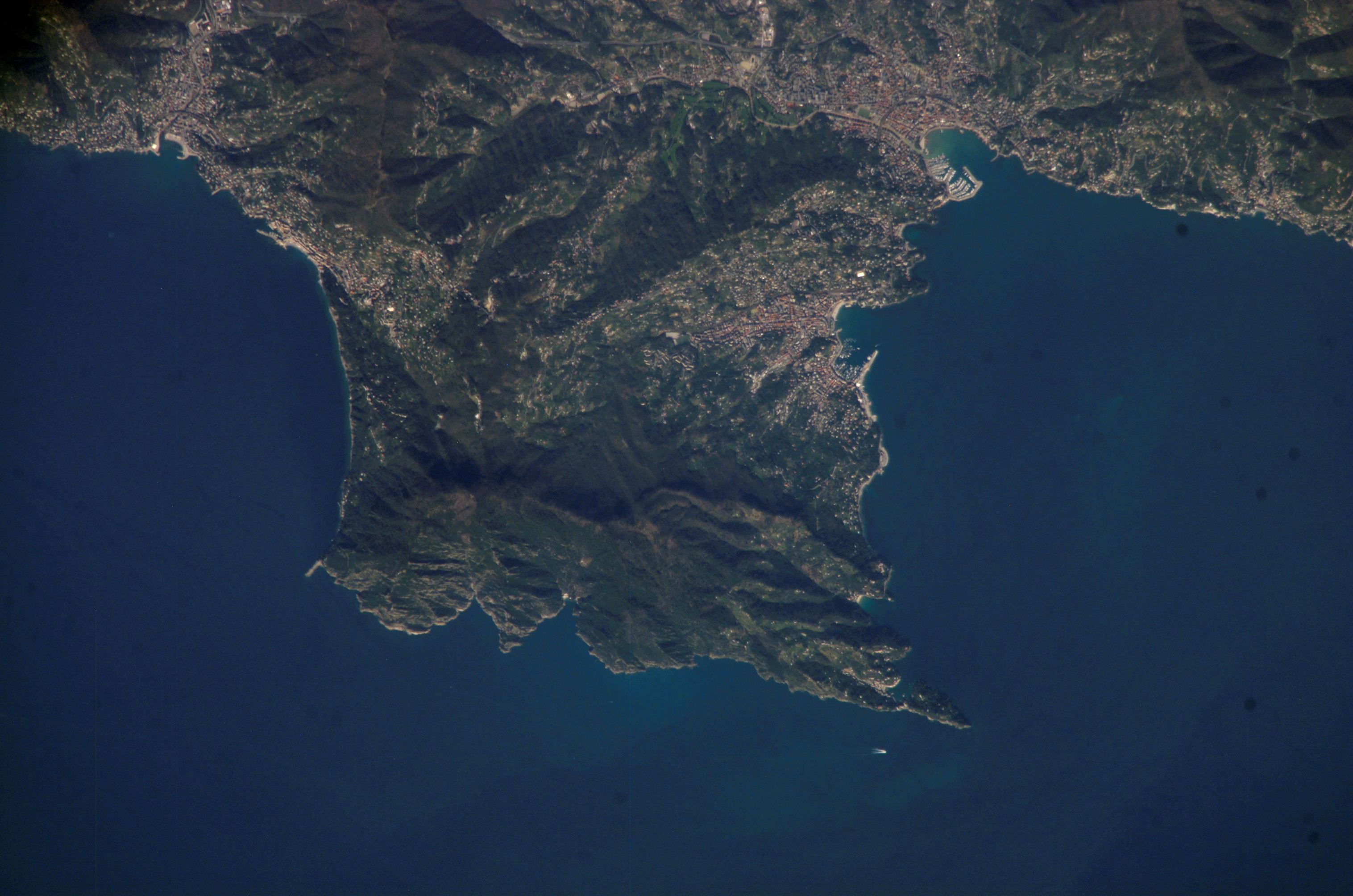
Il promontorio e monte di Portofino, Santa Margherita Ligure e Rapallo.
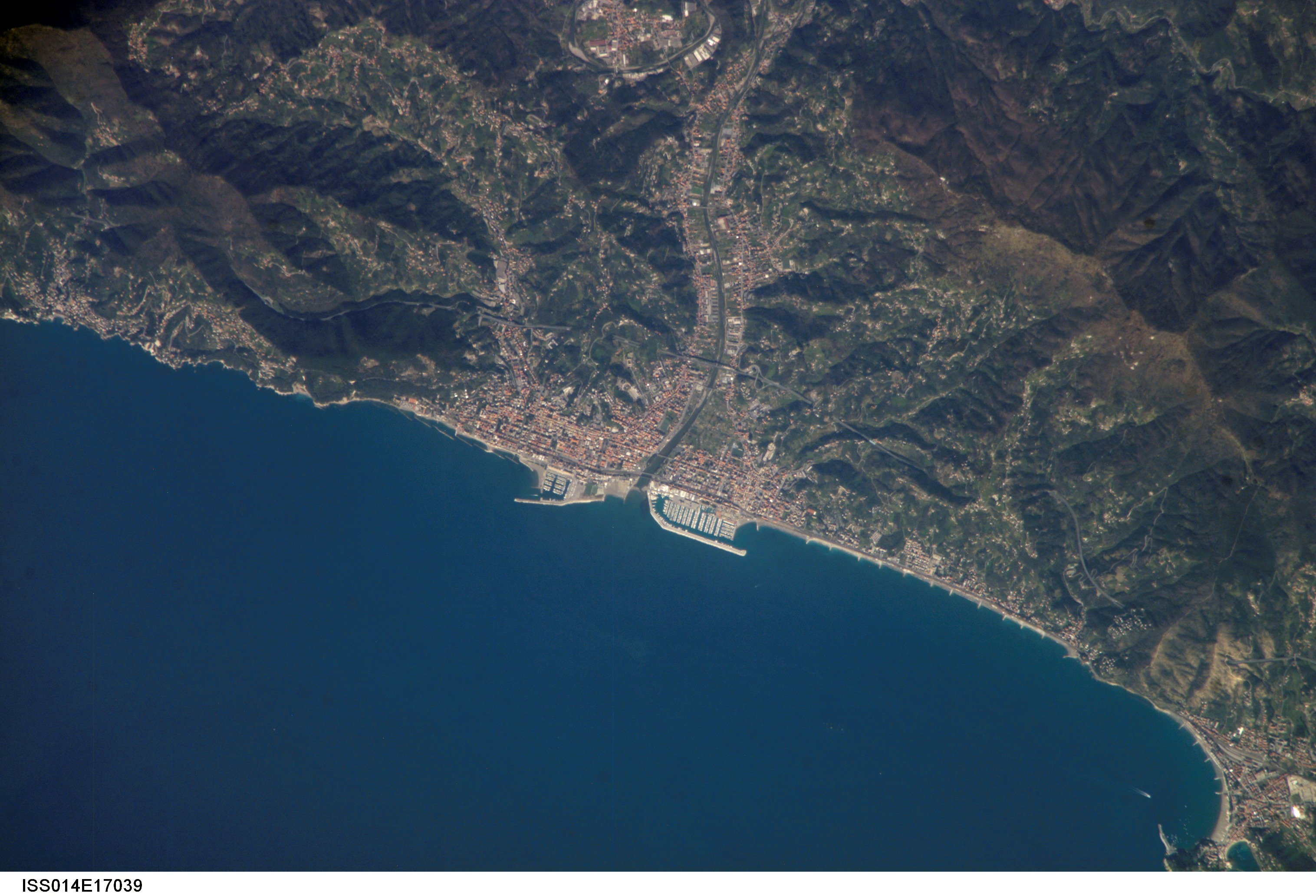
La piana dell'Entella con le due città di Chiavari e Lavagna.
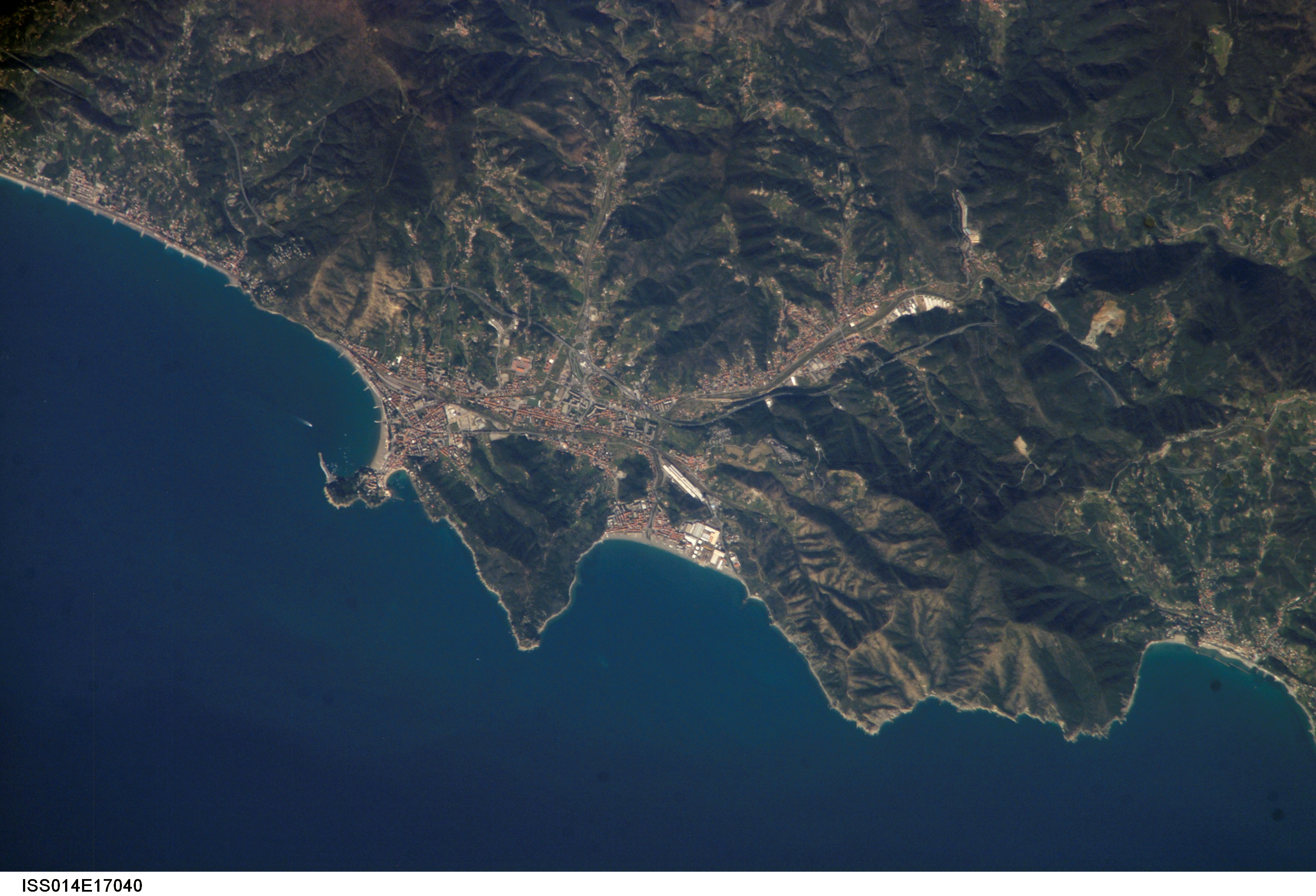
Il promontorio di Sestri Levante, le baie di Riva Trigoso e Moneglia.